# Privlaka
Privlaka je naselje in istoimenska občina na polotoku severozahodno od Nina nasproti otoka Vir v Zadrski županiji na Hrvaškem.
Privlaka leži na severozahodnem ravnem prostranem polotoku, ki s severozahodne strani zapira Zadrski kanal. Kraj, ki ima blago sredozemsko podnebje z okoli 2550 sončnih ur na leto, je od Zadra je oddaljen 22 km. V Privlaki se nahaja manjše pristanišče z dolgim valobranom, ki plovila ščiti pred maestralom. Morje v pristanišču je globoko 3 metre.
Naselje sestavlja več zaselkov, v katerih živi 2199 stalnih prebivalcev (popis 2001). Severozahodno od Privlake se v gozdu ob lepi peščeni plaži nahaja kamp. K Privlaki sodi tudi turistično naselje Privlaka-Skubine, katerega sestavljajo zasebne vile in apartmaji ob lepi peščeni plaži. Severovzhodno od Privlake so pri zaselku Skoblari zgradili betonski most preko ožine Privlački gaz, ki povezuje celino z otokom Vir.

## Zgodovina
Širše področje Privlake je neprekinjeno naseljeno že od neolitika dalje, kar dokazujejo arheološke najdbe neolitskega naselja, najdbe zlatih predmetov iz bronaste dobe, ilirske gomile ter arhitektonski fragmenti in napisi iz rimske dobe.
Srednjeveško naselje Kupari, ki je stalo na tem področju, so 1570 porušili in požgali Turki. Verjetno je bilo istočasno uničeno tudi sosednje naselje Bilotinjak. V Prevlaki pa se je kljub vsemu do danes ohranila predromanska cerkvica sv. Vida, najverjetneje zgrajena na mestu ilirske gomile.

## Demografija
| Pregled števila prebivalcev po letih | Pregled števila prebivalcev po letih | Pregled števila prebivalcev po letih | Pregled števila prebivalcev po letih | Pregled števila prebivalcev po letih | Pregled števila prebivalcev po letih | Pregled števila prebivalcev po letih | Pregled števila prebivalcev po letih | Pregled števila prebivalcev po letih | Pregled števila prebivalcev po letih | Pregled števila prebivalcev po letih | Pregled števila prebivalcev po letih | Pregled števila prebivalcev po letih | Pregled števila prebivalcev po letih | Pregled števila prebivalcev po letih |
| ------------------------------------ | ------------------------------------ | ------------------------------------ | ------------------------------------ | ------------------------------------ | ------------------------------------ | ------------------------------------ | ------------------------------------ | ------------------------------------ | ------------------------------------ | ------------------------------------ | ------------------------------------ | ------------------------------------ | ------------------------------------ | ------------------------------------ |
| 1857                                 | 1869                                 | 1880                                 | 1890                                 | 1900                                 | 1910                                 | 1921                                 | 1931                                 | 1948                                 | 1953                                 | 1961                                 | 1971                                 | 1981                                 | 1991                                 | 2001                                 |
| 548                                  | 669                                  | 725                                  | 831                                  | 941                                  | 1109                                 | 1400                                 | 1530                                 | 2179                                 | 2318                                 | 2364                                 | 2594                                 | 2281                                 | 2988                                 | 2199                                 |